# Port Sinister
Port Sinister è un film del 1953 diretto da Harold Daniels.

## Produzione
Pollexfen e Wisberg avevano già realizzato Captive Women e La congiura di Montecristo per la RKO. Port Sinister è stato girato negli studi RKO con lavori in esterni a Palos Verdes, in California. Terzo e ultimo film dell'American Pictures Company realizzato da questi produttori. Il film aveva i titoli provvisori di Port Royal-Ghost City Beneath the Sea, Sunken City e City Beneath the Sea.

## Distribuzione
La prima del film si è tenuta a Los Angeles il 3 aprile 1953. Il 10 aprile 1953 il film è stato distribuito nei cinema statunitenzi dalla RKO Radio Pictures.

## Accoglienza
Variety ha trovato il film un melodramma molto mediocre. Leonard Maltin ha dato al film due stelle su quattro, apprezzando la premessa del film, ma trovando carenti la recitazione e gli effetti speciali del granchio.